# イェンス・ケラー
イェンス・ケラー（Jens Keller、1970年11月24日 - ）は、ドイツ・シュトゥットガルト出身の元サッカー選手であり、サッカー指導者。現役時代のポジションはディフェンダー。

## 経歴
1981年、VfLシュトゥットガルト-ヴァンゲンからキャリアをスタートさせ、1987年、VfBシュトゥットガルトのユースチームへ移籍。1989年には順調にトップチームに上がる。1990年11月、ドイツ・ブンデスリーガ1部のヴェルダー・ブレーメン戦に出場。1991-92シーズンはチームはリーグ戦で優勝するが、自身は試合に出場することはなかった

### TSV1860ミュンヘン
1992年夏、バイエルンリーガのTSV1860ミュンヘンと契約を結ぶ。ヴェルナー・ローラント監督の下、DFとして20試合に出場し、1ゴールを決める。この年、優勝し、入れ替え戦も制し、2部昇格。1993-94シーズン、2部リーグで23試合に出場。同シーズンを3位で終え、ドイツ・ブンデスリーガ1部に昇格を果たす。TSV1860ミュンヘンにさらに1年半プレーするが、5試合の出場にとどまる。同チームで通算48試合出場のほか、DFBポカールに2試合出場。

### VfLヴォルフスブルク
1995-96シーズンのウィンターブレイク時、ドイツ・ブンデスリーガ2部の降格圏にいたVfLヴォルフスブルクに移籍。レギュラーを勝ち取り、1996-97シーズンにおいてヴィリー・ライマン監督の下、2位でドイツ・ブンデスリーガ1部への昇格を決める。クラブ創設以来、初めてブンデスリーガ1部で戦うことになった。

### VfBシュトゥットガルト
VfLヴォルフスブルクのレギュラーとして活躍していたがブンデスリーガ1部での1シーズンのみを終え、30万マルクの違約金で1998年、VfBシュトゥットガルトに移籍。ここでの2シーズンをレギュラーとしてプレーした。1998-99シーズン開催UEFAカップのフェイエノールト戦で1-3で敗戦した後のアウェイ戦3-0での勝利、及び延長の後敗れたクラブ・ブルッヘ戦の4試合が、ここでのピークであった。

### 1.FCケルン
シュトゥットガルトで2シーズンを終え、2000-01シーズンに向けて75万マルクの違約金で1.FCケルンに移籍。

### アイントラハト・フランクフルト
2002年7月、ヴィリー・ライマンが監督をしていたブンデスリーガ2部のアイントラハト・フランクフルトに移籍。ヴィリー・ライマンによりキャプテンに任命される。33試合に出場し、ブンデスリーガ2部で3位につけ、ブンデスリーガに昇格。翌シーズンの始め、膝軟骨を損傷し残りシーズンは出場できず、またチームも2部に降格する。フリートヘルム・フンケル新監督の下でもキャプテンであり、2004-05シーズンの第4節からはコンディションも良くなり、ウィンターブレイクまで全試合プレーした。シーズン前のキャンプで怪我をした足首が当初より重症であることが検査により判明し、2005年1月の手術は避けられる状況ではなかった。紆余曲折の後、再昇格を確実にしたチームにシーズン終わりに戻ってきた。選手としての契約は延長されず、引退後にアイントラハト・フランクフルト残る継続的契約は適した役職が見つからず、10万ユーロの補償金を支払う形で破棄された。その後指導者になる為、資格を取得。

## 指導者経歴

### VfBシュトゥットガルト
2008-09シーズン、VfBシュトゥットガルトのU-19/U-18の監督に就任。2009年12月6日、マルクス・バッベルの後を引き継いだクリスティアン・グロスの下でトップチームのコーチに就任。ドイツ・ブンデスリーガ1部で15位に沈んでいたチームを6位に導き、UEFAヨーロッパリーグの出場権を獲得する。
2010年10月、シーズン7試合を残し最下位からの巻き返しを図るトップチームの監督に就任。

### シャルケ04
2012-13シーズン、FCシャルケ04のU-17/U-16の監督に就任。2012年12月16日、トップチームの監督に就任。チームは4位でシーズンを終え、UEFAチャンピオンズリーグ予選の参加資格を得た。シーズン終了で満了となる契約は2013年5月、2年の延長が発表された。UEFAチャンピオンズリーグの予選ラウンドでPAOKテッサロニキに勝ち切り、最終的にラウンド16まで勝ち上がった。ブンデスリーガの2013-14シーズンを3位で終え、グループリーグへの参加が確定した。

### 1.FCウニオン・ベルリン
2016-17シーズン、アンドレ・ホーフシュナイダーから1.FCウニオン・ベルリンのセカンドチームを引き継ぎ、4位になった。

### FCインゴルシュタット04
暫定監督になっていたロベルト・ペッツォルトの後任として、ブンデスリーガ2部で最下位にいた同チームの監督に2018-19シーズン終了までの契約で、2018年12月2日に就任した。

### 1.FCニュルンベルク
2019年11月13日、ブンデスリーガ2部に降格していた1.FCニュルンベルクの監督に就任した。その時チームは2019-20シーズンの第13節が終わって勝ち点14、リーグ14位につけ、そしてそれ以前にDFBポカールで3部リーグの1.FCカイザースラウテルンに敗北を喫していた。任期は2021年6月30日まで。

### SVザントハウゼン
2023年10月23日、SVザントハウゼンの監督に就任した。

## 個人
- 既婚者で2児の父。ローマルに在住。

## タイトル

### 選手時代
VfBシュトゥットガルト
- ブンデスリーガ : 1991-92

TSV1860ミュンヘン
- バイエルンリーガ : 1993